# Ennio Avanzini
Ennio Avanzini (Cologna Veneta, 9 novembre 1888 – Mantova, 20 febbraio 1962) è stato un avvocato e politico italiano.

## Biografia
Fu Sottosegretario di Stato al Tesoro nel VI (con delega per i danni di guerra), VII e VIII Governo De Gasperi e nel Governo Pella; nel VII Governo De Gasperi ricoprì anche l'incarico di sottosegretario di Stato al Bilancio.
Laureatosi in giurisprudenza all'età di 21 anni, all'Università di Padova, dopo il necessario periodo di praticantato, aprì il primo studio in Palazzo Canossa, nell'omonima piazza, a Mantova. Brillante penalista, da subito prestò la propria capacità professionale in importanti processi, con o contro, i più noti avvocati del tempo. Iscritto al Partito Popolare di don Sturzo, partecipò fattivamente alla vita politica mantovana; attività che dovette forzatamente interrompere durante il periodo fascista.
Alla Liberazione tornò in politica: subito presidente della Provincia di Mantova, poi eletto a pieni voti per la Consulta, quindi all'Assemblea Costituente e infine alla Camera dei Deputati, (I e II Legislatura) dove si distinse tanto da ottenere la nomina a sottosegretario di Stato per i Danni di Guerra nel Governo De Gasperi e al Tesoro prima e al Bilancio poi nel Governo Pella.
Un grave incidente subito proprio alla Camera dei Deputati pose fine prematuramente alla sua fulgida carriera politica.
Il 7 agosto 1945 fondò l’ordine degli avvocati di Mantova, divenendone presidente fin da subito e rimanendone consigliere fino al 1956.
Ennio Avanzini fece parte della consulta Nazionale e dell’Assemblea Costituente rimanendo poi in politica per il resto dei suoi giorni. Presenzio come deputato sia alla prima che alla seconda legislatura.
Durante la prima legislatura, nel governo De Gasperi VI, fu sottosegretario di Stato per il tesoro (Danni di guerra) dal 31 gennaio 1950 al 25 luglio 1951 e, durante il governo De Gasperi VII, fu sottosegretario di Stato per gli affari esteri dal 27 luglio 1951 al 27 aprile 1952, sottosegretario di Stato per il tesoro dal 28 aprile 1952 al 15 luglio 1953.
Fu vicepresidente della III commissione di Giustizia dall'11 giugno 1948 al 1º luglio 1949 e dal 1º luglio 1949 al 31 gennaio 1950. Fece parte della Giunte delle Elezioni, della IX commissione per l’agricoltura e alimentazione e della commissione speciale per l’esame dei provvedimenti relativi alla corte costituzionale.

Oltre alla vita politica Ennio Avanzini era un amante della propria città, diventò così presidente dell’allora Associazione Mantovana del Calcio (attuale Mantova Fc) dal 1927 al 1931, lo fu anche dal 1945 al 1946, ma il suo mandato più importante lo ebbe dal 1948 al 1949,  quando ordinò, e in parte ne sostenne anche la spesa, il rifacimento e l’ampliamento di circa 5.000 posti dello stadio di Mantova, attuale Danilo Martelli. 

### L'incidente

Foto di governo. Avanzini di fianco a Pella

Ennio Avanzini durante un discorso.

Avanzini il 6 ottobre 1953 incorse in un grave infortunio nel Palazzo di Montecitorio. Il giorno predetto infatti, dopo essere entrato nel Palazzo di Montecitorio dall'ingresso dei Ministri, nella sua qualità di Sottosegretario di Stato al Tesoro, si accingeva - dopo aver attraversato il corridoio dei Ministri - ad entrare nel Transatlantico per poi recarsi in Aula, tirando a sé la pesante porta a vento che separa detti due locali. Senonché, mentre Avanzini era vicino alla porta, il collega Longoni, uscendo frettolosamente dal Transatlantico verso il corridoio dei Ministri, spingeva la predetta porta a vento, con energia, data la pesantezza della stessa. Malauguratamente Avanzini, trovandosi dall'altra parte vicinissimo alla porta, riceveva il pesante battente sulla testa, senza potere in nessun modo parare l'imprevedibile colpo. Iniziò un percorso di riabilitazione con un importante intervento chirurgico che gli causò la paralisi dell'emisfero destro del cervello.